# Malesherbes (possessió)
Malesherbes és una possessió del terme municipal d'Algaida a Mallorca

## Geografia
Malesherbes es troba just al costat de la carretera de Manacor (antic camí reial de Ciutat a Manacor), a l'est del terme d'Algaida i molt a prop de la fita amb Montuïri. Actualment presenta una superfície aproximada de 57 quarterades, dividides entre 27 quarterades (amb les cases) al nord de la carretera i 30 al sud. Al nord confronta amb antics establits de la possessió, com s'hort des Notari, i Son Mallol; a l'est i al sud amb terres desmembrades de Son Trobat i de Son Coll Vell; i per l'oest amb un establit segregat de la finca per una legítima el 1957.
Un caminoi de tes peus, o de beaces, travessava les terres de Malesherbes des de la vora de les cases fins al camí de Son Mallol i era utilitzat pels propietaris dels antics establits de la possessió.
Les terres de Malesherbes són totes de conradís, fins i tot el primitiu corral de figueres de moro, vora la carretera, que foren arrabassades fa algunes dècades. Existeix un petit ametlerar a l'altre costat de la carretera, i destaca el figueral a tramuntana de les cases, antigament servia per a engreixar porcs. Els terrenys són dominats per l'argila del subsòl anomenada vulgarment blanquer que és molt poc permeable i fa que la terra molt sovint quedi embassada.
Al sud de la carretera trobam el sementer de devora la carretera i el sementer de can Vadell. Al nord, com ja s'ha dit, el figueral Gran i el figueral Petit. També en aquesta zona, al costat de l'hort des Notari, es troba la font de Malesherbes. Posteriorment aboca les aigües a les síquies del torrent de Pina.

## Història
La referència més antiga que es considera lligada a la possessió és el testament de Joan de Malesherbes davant el notari Castellet en el qual fa una deixa al bisbe de Mallorca i una altra a la seva parròquia de Santa Maria de Castellitx. El cadastre de 1603 consigna que Malesherbes i la veïna Son Marimon eren propietat d'Alfons Dusay amb una valoració de 5.500 lliures. Posteriorment sembla que ho heretà el seu fill Antoni Dusay i el 1626 presentava una renda anual de 66 lliures. Per aquest document s'intueix una divisió amb la presència d'una porció a nom Francesc Garau de Malesherbes amb una renda 50 lliures. L'erudit Jeroni de Berard en la seva obra Viaje a las villas de Mallorca determina que el 1789 produïa sobretot blat i caps de bestiar i n'era el senyor Borràs Gallén, de Palma.
A la darreria del segle xix, la possessió era en mans de la família Zayas. Bartomeu de Zayas, marquès de Zayas eb va ser el senyor fins a la seva mort el 1922. En aquest moment passà a la seva filla María Josefina de Zayas i de Bobadilla, casada a Saragossa, i germana del primer cap de la Falange a Mallorca, Alfonso de Zayas y Bobadilla. El 1979, quan morí la senyora, Malesherbes quedà dividia entre tres fills, dels quatre que tenia, de la manera següent: 4 novenes parts a José María, 4 novenes parts a Bartolomé i 1 novena part a Antonio Ardid y de Zayas. El 1984 la comprà Bernat Marimon Pizà i encara resta la propietat en aquesta família.

## Construccions
Les cases, situades al costat de la carretera de Manacor, han estat reformades en els darrers temps. La part antiga que més es conserva són dos cups per fer vi i un celler soterrani de grans dimensions que recorda la importància de la producció de vi abans de la fil·loxera. També destaca el portal forà de la façana que ha sobreviscut a les remodelacions.
Altres dependències són les solls i els estables situats davant les cases, i també els sestadors i les vaqueries. Els pous localitzats al voltant de les cases tenen una certa importància i també una sínia que regava un hort.
En el moment que es construí la línia de ferrocarril entre Palma i Felanitx (1897), el marquès de Zayas manà construir un pont per a sobre per a comunicar Malesherbes amb Son Company (Montuïri), també de la seva propietat. Avui només queda la barana del pont, perquè el tall de les vies s'ha reomplert de terra.